# Daniel Jovard
Daniel Jovard, sous-titrée ou la conversion d'un classique, est une nouvelle de Théophile Gautier publiée pour la première fois en 1833 dans le volume des Jeunes France, romans goguenards.

## Résumé
Daniel Jovard, voltairien en diable[Quoi ?], au contact de Ferdinand de C***, devient un parfait romantique en gilet rouge.